# Frank Stuart Flint
Frank Stuart Flint (ur. 19 grudnia 1885, zm. 28 lutego 1960) – angielski poeta, tłumacz i krytyk literacki.

## Życie
Był synem komiwojażera. Rodzina borykała się z trudnymi warunkami materialnymi. W wieku lat trzynastu zmuszony był przerwać naukę i podjąć pracę zarobkową. Uzupełniał później wykształcenie w szkole wieczorowej, a przede wszystkim przez szerokie własne lektury. Samodzielnie opanował dziesięć języków. Uczestniczył w spotkaniach Secession Club w Eiffel Tower Restaurant w Londynie, na których prym wiódł Thomas Ernest Hulme i na których kształtowały się preimagistyczne założenia teoretyczne. Kiedy powstała i nazwana została właściwa szkoła imagistyczna, Flint natychmiast przyłączył się do jej zwolenników. W późniejszych latach pracował jako urzędnik w ministerstwie pracy.

## Twórczość
Utwory Flinta zostały włączone przez Ezrę Pounda do pierwszej antologii imagizmu, Des Imagistes (1914), weszły też do późniejszych antologii kierunku, Some Imagist Poets (trzy tomy: 1915, 1916, 1917, Paru poetów imagistycznych) i Imagist Anthology, 1930 (1930, Antologia imagistyczna, 1930). W 1915 w numerze czasopisma „The Egoist” poświęconym imagizmowi ogłosił artykuł History of Imagism (Historia Imagizmu). Opublikował zbiory wierszy In the Net of Stars (1909, W sieci gwiazd), Cadences (1915, Kadencje), Otherworld: Cadences (1920, Tamten świat. Kadencje). Artykuły, recenzje i przekłady drukował w czasopismach „Chapbook”, „The Egoist”, „The New Age”, „English Review”, „Criterion”, „Poetry Review”, „The Times Literary Supplement”. Cieszył się opinią znakomitego znawcy współczesnej literatury francuskojęzycznej, którą tłumaczył. Ogłosił studia Some Modern French Poets (1919, Nowocześni posci francuscy) i The Younger French Poets (1920, Młodsi poeci francuscy).

## Recepcja polska
Na język polski wiersze i teksty teoretyczne Flinta tłumaczyli Leszek Engelking i Andrzej Szuba. Drukowano je w czasopismach, m.in. w „Literaturze na Świecie”.